# Stanisław Zachariasiewicz Włoszek
Stanisław Zachariasiewicz Włoszek herbu Włoszek (zm. w 1568 roku) – podskarbi dworny litewski w 1553 roku, administrator podskarbstwa dwornego w 1549 roku, dworzanin Jego Królewskiej Mości, starosta knyszyński.